# Botswanai labdarúgó-bajnokság (első osztály)
A Botswana Premier League a botswanai labdarúgó bajnokságok legfelsőbb osztályának elnevezése. 1966-ban alapították és 16 csapat részvételével zajlik. A bajnok a bajnokok Ligájában indulhat, az utolsó két helyezett kiesik.

## A 2011–2012-es bajnokság résztvevői
| Klub                      | Város         |
| ------------------------- | ------------- |
| Botswana Defence Force XI | Gaborone      |
| Botswana Meat Commission  | Lobatse       |
| ECCO City Greens          | Francistown   |
| Extension Gunners         | Lobatse       |
| FC Satmos                 | Selebi-Phikwe |
| Gaborone United           | Gaborone      |
| Great North Tigers        | Francistown   |
| Miscellaneous SC Serowe   | Serowe        |
| Mochudi Centre Chiefs     | Mochudi       |
| Mogoditshane Fighters     | Mogoditshane  |
| Nico United               | Selebi-Phikwe |
| Notwane                   | Gaborone      |
| Police XI                 | Otse          |
| TAFIC                     | Francistown   |
| Township Rollers          | Gaborone      |
| Uniao Flamengo Santos     | Gabane        |

## Az eddigi bajnokok
Korábbi győztesek sorrendben:
| - 1966: ismeretlen - 1967: Gaborone United - 1968: ismeretlen - 1969: Gaborone United - 1970: Gaborone United - 1971: ismeretlen - 1972: ismeretlen - 1973: ismeretlen - 1974: ismeretlen - 1975: ismeretlen - 1976: ismeretlen - 1977: ismeretlen - 1978: Notwane PG - 1979: Township Rollers - 1980: Township Rollers - 1981: Botswana Defence Force XI | - 1982: Township Rollers - 1983: Township Rollers - 1984: Township Rollers - 1985: Township Rollers - 1986: Gaborone United - 1987: Township Rollers - 1988: Botswana Defence Force XI - 1989: Botswana Defence Force XI - 1990: Gaborone United - 1991: Botswana Defence Force XI - 1992: LCS Extension Gunners - 1993: LCS Extension Gunners - 1994: LCS Extension Gunners - 1995: Township Rollers - 1996: Notwane PG - 1997: Botswana Defence Force XI | - 1998: Notwane PG - 1999: Mogoditshane Fighters - 1999/00: Mogoditshane Fighters - 2000/01: Mogoditshane Fighters - 2001/02: Botswana Defence Force XI - 2003: Mogoditshane Fighters - 2003/04: Botswana Defence Force XI - 2004/05: Township Rollers - 2005/06: Police XI - 2006/07: ECCO City Greens - 2007/08: Mochudi Centre Chiefs - 2008/09: Gaborone United - 2009/10: Township Rollers - 2010/11: Township Rollers - 2011/12: Mochudi Centre Chiefs |  |

## Bajnoki címek eloszlása
| Klub                      | Város       | Bajnoki címek | Utolsó |
| ------------------------- | ----------- | ------------- | ------ |
| Township Rollers          | Gaborone    | 11            | 2011   |
| Botswana Defence Force XI | Gaborone    | 7             | 2004   |
| Gaborone United           | Gaborone    | 6             | 2009   |
| Mogoditshane Fighters     | Gaborone    | 4             | 2003   |
| Extension Gunners         | Lobatse     | 3             | 1994   |
| Notwane PG                | Gaborone    | 3             | 1998   |
| Mochudi Centre Chiefs     | Mochudi     | 2             | 2012   |
| ECCO City Greens          | Francistown | 1             | 2007   |
| Police XI                 | Otse        | 1             | 2006   |

## Külső hivatkozások
- Információk Archiválva 2011. október 26-i dátummal a Wayback Machine-ben a FIFA honlapján